# La Ca Dalt
La Ca Dalt és una obra de Canet d'Adri (Gironès) protegida com a bé cultural d'interès local.

## Descripció
La masia és de planta rectangular formada per tres cossos amb dos alçades diferents. Està composta per una planta baixa, planta pis i planta superior. La coberta és de teula àrab a dues vessants, acabada amb un ràfec fet amb una filera de teules girades. Les parets portants són de pedra i morter de calç, que deixen a la vista els carreus que emmarquen les obertures i les cantonades. La porta principal és feta amb llinda d'una sola llosa plana i brancals de pedra. Les finestres conserven la llinda, l'ampit i els brancals de pedra. A la part posterior hi ha un cos adossat.